# Бребеней
Бребеней (рум. Brebenei) — село у повіті Горж в Румунії. Входить до складу комуни Бренешть.
Село розташоване на відстані 211 км на захід від Бухареста, 43 км на південь від Тиргу-Жіу, 47 км на північний захід від Крайови.

## Населення
За даними перепису населення 2002 року у селі проживали 290 осіб, усі — румуни. Усі жителі села рідною мовою назвали румунську.